# Нижняя Искильда
Нижняя Искильда — деревня в Бардымском районе Пермского края на реке Искильда. Входит в состав Печменского сельского поселения.
По результатам переписи 2010 года численность населения составила 138 человек, в том числе 69 мужчин и 69 женщин.
В 2005 году численность населения составляла 170 человек.
Находится примерно в 26 км к востоку от центра села Барда.